# Mike Sillinger
Michael Sillinger (né le 29 juin 1971 à Regina dans la province de Saskatchewan au Canada) est un joueur professionnel canadien de hockey sur glace. Il évoluait au poste de centre. Son fils, Cole, est également un joueur professionnel de hockey sur glace.

## Biographie
Choisi au premier tour du repêchage d'entrée dans la LNH 1989 en 11e position par les Red Wings de Détroit, il commence sa carrière dans la Ligue nationale de hockey lors de la saison 1990-1991 avec la franchise du Michigan.
Au cours de sa carrière, il aura joué pour douze équipes dans la LNH. Avec Brent Ashton, il est le joueur le plus échangé de l'histoire de la LNH, les deux joueurs ayant été impliqués dans neuf transactions.
Sur la scène internationale, il a représenté le Canada à deux reprises. Il a remporté avec l'équipe la médaille d'or à l'occasion du championnat du monde junior en 1991. Il a joué l'édition 2000 du championnat du monde en tant que captitaine.

## Statistiques
Pour les significations des abréviations, voir Statistiques du hockey sur glace.

### En club
| Saison     | Équipe                     | Ligue      |       | Saison régulière | Saison régulière | Saison régulière | Saison régulière | Saison régulière |    | Séries éliminatoires | Séries éliminatoires | Séries éliminatoires | Séries éliminatoires | Séries éliminatoires |
| Saison     | Équipe                     | Ligue      | PJ    | B                | A                | Pts              | Pun              | PJ               | B  | A                    | Pts                  | Pun                  |                      |                      |
| 1987-1988  | Pats de Regina             | LHOu       | 67    | 18               | 25               | 43               | 17               | 4                | 2  | 2                    | 4                    | 0                    |                      |                      |
| 1988-1989  | Pats de Regina             | LHOu       | 72    | 53               | 78               | 131              | 52               | -                | -  | -                    | -                    | -                    |                      |                      |
| 1989-1990  | Pats de Regina             | LHOu       | 70    | 57               | 72               | 129              | 41               | 11               | 12 | 10                   | 22                   | 2                    |                      |                      |
| 1989-1990  | Red Wings de l'Adirondack  | LAH        | -     | -                | -                | -                | -                | 1                | 0  | 0                    | 0                    | 0                    |                      |                      |
| 1990-1991  | Pats de Regina             | LHOu       | 57    | 50               | 66               | 116              | 42               | 8                | 6  | 9                    | 15                   | 4                    |                      |                      |
| 1990-1991  | Red Wings de Détroit       | LNH        | 3     | 0                | 1                | 1                | 0                | 3                | 0  | 1                    | 1                    | 0                    |                      |                      |
| 1991-1992  | Red Wings de l'Adirondack  | LAH        | 64    | 25               | 41               | 66               | 26               | 15               | 9  | 19                   | 28                   | 12                   |                      |                      |
| 1991-1992  | Red Wings de Détroit       | LNH        | -     | -                | -                | -                | -                | 8                | 2  | 2                    | 4                    | 2                    |                      |                      |
| 1992-1993  | Red Wings de Détroit       | LNH        | 51    | 4                | 17               | 21               | 16               | -                | -  | -                    | -                    | -                    |                      |                      |
| 1992-1993  | Red Wings de l'Adirondack  | LAH        | 15    | 10               | 20               | 30               | 31               | 11               | 5  | 13                   | 18                   | 10                   |                      |                      |
| 1993-1994  | Red Wings de Détroit       | LNH        | 62    | 8                | 21               | 29               | 10               | -                | -  | -                    | -                    | -                    |                      |                      |
| 1994-1995  | CE Vienne                  | OËL        | 13    | 13               | 14               | 27               | 10               | -                | -  | -                    | -                    | -                    |                      |                      |
| 1994-1995  | Red Wings de Détroit       | LNH        | 13    | 2                | 6                | 8                | 2                | -                | -  | -                    | -                    | -                    |                      |                      |
| 1994-1995  | Mighty Ducks d'Anaheim     | LNH        | 15    | 2                | 5                | 7                | 6                | -                | -  | -                    | -                    | -                    |                      |                      |
| 1995-1996  | Mighty Ducks d'Anaheim     | LNH        | 62    | 13               | 21               | 34               | 32               | -                | -  | -                    | -                    | -                    |                      |                      |
| 1995-1996  | Canucks de Vancouver       | LNH        | 12    | 1                | 3                | 4                | 6                | 6                | 0  | 0                    | 0                    | 2                    |                      |                      |
| 1996-1997  | Canucks de Vancouver       | LNH        | 78    | 17               | 20               | 37               | 25               | -                | -  | -                    | -                    | -                    |                      |                      |
| 1997-1998  | Canucks de Vancouver       | LNH        | 48    | 10               | 9                | 19               | 34               | -                | -  | -                    | -                    | -                    |                      |                      |
| 1997-1998  | Flyers de Philadelphie     | LNH        | 27    | 11               | 11               | 22               | 16               | 3                | 1  | 0                    | 1                    | 0                    |                      |                      |
| 1998-1999  | Flyers de Philadelphie     | LNH        | 25    | 0                | 3                | 3                | 8                | -                | -  | -                    | -                    | -                    |                      |                      |
| 1998-1999  | Lightning de Tampa Bay     | LNH        | 54    | 8                | 2                | 10               | 28               | -                | -  | -                    | -                    | -                    |                      |                      |
| 1999-2000  | Lightning de Tampa Bay     | LNH        | 67    | 19               | 25               | 44               | 86               | -                | -  | -                    | -                    | -                    |                      |                      |
| 1999-2000  | Panthers de la Floride     | LNH        | 13    | 4                | 4                | 8                | 16               | 4                | 2  | 1                    | 3                    | 2                    |                      |                      |
| 2000-2001  | Panthers de la Floride     | LNH        | 55    | 13               | 21               | 34               | 44               | -                | -  | -                    | -                    | -                    |                      |                      |
| 2000-2001  | Sénateurs d'Ottawa         | LNH        | 13    | 3                | 4                | 7                | 4                | 4                | 0  | 0                    | 0                    | 2                    |                      |                      |
| 2001-2002  | Blue Jackets de Columbus   | LNH        | 80    | 20               | 23               | 43               | 54               | -                | -  | -                    | -                    | -                    |                      |                      |
| 2002-2003  | Blue Jackets de Columbus   | LNH        | 75    | 18               | 25               | 43               | 52               | -                | -  | -                    | -                    | -                    |                      |                      |
| 2003-2004  | Coyotes de Phoenix         | LNH        | 60    | 8                | 6                | 14               | 54               | -                | -  | -                    | -                    | -                    |                      |                      |
| 2003-2004  | Blues de Saint-Louis       | LNH        | 16    | 5                | 5                | 10               | 14               | 5                | 3  | 1                    | 4                    | 6                    |                      |                      |
| 2005-2006  | Blues de Saint-Louis       | LNH        | 48    | 22               | 19               | 41               | 49               | -                | -  | -                    | -                    | -                    |                      |                      |
| 2005-2006  | Predators de Nashville     | LNH        | 31    | 10               | 12               | 22               | 14               | 5                | 2  | 1                    | 3                    | 12                   |                      |                      |
| 2006-2007  | Islanders de New York      | LNH        | 82    | 26               | 33               | 59               | 46               | 5                | 1  | 1                    | 2                    | 2                    |                      |                      |
| 2007-2008  | Islanders de New York      | LNH        | 52    | 14               | 12               | 26               | 28               | -                | -  | -                    | -                    | -                    |                      |                      |
| 2008-2009  | Sound Tigers de Bridgeport | LAH        | 3     | 1                | 3                | 4                | 2                | -                | -  | -                    | -                    | -                    |                      |                      |
| 2008-2009  | Islanders de New York      | LNH        | 7     | 2                | 0                | 2                | 0                | -                | -  | -                    | -                    | -                    |                      |                      |
| Totaux LNH | Totaux LNH                 | Totaux LNH | 1 049 | 240              | 308              | 548              | 644              | 43               | 11 | 7                    | 18                   | 26                   |                      |                      |

### En équipe nationale
| Année | Équipe        | Compétition                 |   | PJ | B | A | Pts | Pun           |  | Résultat |
| 1991  | Canada junior | Championnat du monde junior | 7 | 4  | 2 | 6 | 2   | Médaille d'or |  |          |
| 2000  | Canada        | Championnat du monde        | 9 | 3  | 0 | 3 | 4   | 4e place      |  |          |

## Trophées et honneurs personnels
- 1989-1990 : nommé dans la deuxième équipe d'étoiles de l'assocation Est de la LHOu.
- 1990-1991 : nommé dans la première équipe d'étoiles de l'association Est de la LHOu.
- 1991-1992 : champion de la Coupe Calder avec les Red Wings de l'Adirondack.

## Transactions en carrière
- 1989 : repêché par les Red Wings de Détroit au 1er tour, 11e rang au total.
- 4 avril 1995 : échangé par les Red Wings aux Mighty Ducks d'Anaheim avec Jason York contre Stu Grimson, Mark Ferner et un choix de sixième tour au repêchage de 1996 (Magnus Nilsson).
- 15 mars 1996 : échangé par les Mighty Ducks aux Canucks de Vancouver contre Roman Oksiouta.
- 5 février 1998 : échangé par les Canucks aux Flyers de Philadelphie contre un choix de cinquième tour au repêchage de 1998 (plus tard échangé aux Flyers qui choisiront Garrett Prosofsky).
- 12 décembre 1998 : échangé par les Flyers au Lightning de Tampa Bay avec Chris Gratton contre Mikael Renberg et Daymond Langkow.
- 14 mars 2000 : échangé par le Lightning aux Panthers de la Floride contre Ryan Johnson et Dwayne Hay.
- 13 mars 2001 : échangé par les Panthers aux Sénateurs d'Ottawa contre un choix conditionnel au repêchage de 2002.
- 7 juillet 2001 : signe en tant qu'agent libre avec les Blue Jackets de Columbus.
- 22 juillet 2003 : échangé par les Blue Jackets aux Stars de Dallas avec un choix de deuxième tour au repêchage de 2004 (Johan Fransson) contre Darryl Sydor.
- 22 juillet 2003 : échangé par les Stars aux Coyotes de Phoenix avec un choix de repêchage conditionnel contre Teppo Numminen.
- 4 mars 2004 : échangé par les Coyotes aux Blues de Saint-Louis contre Brent Johnson.
- 30 janvier 2006 : échangé par les Blues aux Predators de Nashville contre Timofeï Chichkanov.
- 2 juillet 2006 : signe en tant qu'agent libre avec les Islanders de New York.
- 26 août 2009 : annonce officiellement sa retraite.